# Thanathorn Chanphet
Thanathorn Chanphet (thailändisch ธนาธร จันทร์เพชร, * 7. Februar 2002) ist ein thailändischer Fußballspieler.

## Karriere
Thanathorn Chanphet erlernte das Fußballspielen in der Schulmannschaft der Nakhon Pathom Municipality Sport School und der Jugendmannschaft von Ratchaburi Mitr Phol. Hier unterschrieb er Anfang 2020 auch seinen ersten Profivertrag. Der Verein aus Ratchaburi spielte in der ersten thailändischen Liga, der Thai League. Mitte 2020 wurde er an den Zweitligisten Lampang FC nach Lampang ausgeliehen. Sein Ligadebüt in der Thai League 2 gab er am 16. September 2020 im Spiel gegen den Phrae United FC. Hier wurde er in der 69. Minute für Apisit Kamwang eingewechselt. Ende Mai 2021 kehrte er nach der Ausleihe nach Ratchaburi zurück. Nach seiner Rückkehr bestritt er in der Hinrunde 2022/23 zwei Erstligaspiele. Nach der Hinrunde wechselte er auf Leihbasis zum Drittligisten Chiangrai City FC. Mit dem Klub aus Chiangrai spielte er neunmal in der Northern Region der Liga. Nach der Ausleihe wurde er von Chiangrai City fest unter Vertrag genommen. Nach einer Spielzeit, in der er zehn Ligaspiele absolvierte, wechselte er im Sommer 2024 zu dem in der Eastern Region spielenden Navy FC. Am Ende der Saison 2024/25 feierte er mit dem Verein die Meisterschaft der Region. Nach einer Spielzeit, in der er zwanzig Ligaspiele bestritt, wechselte er im Juni 2025 zum Erstligaabsteiger Nakhon Pathom United FC.

## Erfolge
Navy FC
- Thai League 3 – East: 2024/25